# Theodor Hugo Conrad
Theodor Hugo Conrad (* 19. August 1886 in Erfurt; † 2. August 1960 in Hanau) war ein deutscher Gewerkschafter, KPD-Mitglied und Abgeordneter des Provinziallandtages der preußischen Provinz Hessen-Nassau.

## Leben
Theodor Hugo Conrad wurde als Sohn des Theodor Conrad und dessen Gemahlin Dorothea Riedel geboren. Nach dem Besuch der Volksschule in Erfurt machte er eine Lehre als Former und ging im Anschluss daran für mehrere Jahre auf Wanderschaft. Von 1910 bis 1915 war er als Kernmacher in der Marienhütte in Großauheim beschäftigt. 1918 war er hier Vorsitzender des Arbeiter- und Soldatenrats und blieb bis 1919 in dieser Funktion, als er Geschäftsführer des Deutschen Metallarbeiterverbandes in Hanau wurde. Als Beisitzer im Schlichtungsausschuss war er als Prozessvertreter beim Arbeitsgericht Hanau und beim Landesarbeitsgericht Frankfurt tätig. In den Jahren 1920 bis 1933 war er Mitglied des Kreistages Hanau und kam 1929 als Nachfolger des Abgeordneten Karl Lukas Euler in den 58. Kurhessischen Kommunallandtag des Regierungsbezirks Kassel. Zur gleichen Zeit hatte er als KPD-Abgeordneter ein Mandat im Provinziallandtag der Provinz Hessen-Nassau.
Im März 1933 wurde er verhaftet, in Schutzhaft genommen und in das KZ Breitenau gebracht. Im März 1934 wurde er wieder entlassen. Es folgte eine vierjährige Zeit der Arbeitslosigkeit, bis er Vorarbeiter bei den Kunstlederwerken in Wolfgang wurde. 1944 kam er in das KZ Dachau. Gegen Kriegsende wurde er mit der kommissarischen Leitung der Polizeiverwaltung Großauheim beauftragt und nach deren Auflösung als Leiter der Wohnungsverwaltung eingesetzt. Beim Gründungsparteitag der KPD in Heidelberg war er Delegierter und wurde später KPD-Fraktionsführer in Großauheim sowie im Kreistag Hanau. Von 1948 bis 1950 nahm er die Funktion des Ersten Beigeordneten in Großauheim ein.